# Daria Douguina
Daria Aleksandrovna Douguina (parfois masculinisé Douguine ; en russe : Дарья Александровна Дугина), aussi connue sous le pseudonyme Daria Platonova, née le 15 décembre 1992 à Moscou et morte le 20 août 2022 près du village de Bolchie Viaziomy (oblast de Moscou), est une journaliste, animatrice de radio, chroniqueuse et militante d'extrême droite russe. Fille d'Alexandre Douguine, théoricien nationaliste russe, elle partage et diffuse ses idées.
Sa mort, lors d'une opération, dans l’explosion de sa voiture, est largement relayée par la presse internationale.

## Biographie

### Famille
Daria Douguina est la fille d'Alexandre Douguine, philosophe, traducteur et politologue russe d'extrême droite. Connu notamment pour son militantisme ultranationaliste, en particulier sa promotion de l'idéologie néo-eurasiste, il est le fondateur et dirigeant du Mouvement international eurasiatique et se présentant comme proche du Kremlin,.

### Formation
Daria Douguina détient un doctorat de la faculté de philosophie de l'université d'État de Moscou.
Entre 2012 et 2013, alors qu'elle est étudiante à l'université d'État de Moscou, elle séjourne à l'université Bordeaux-Montaigne où elle travaille sur la philosophie de la Grèce antique,. Lors de ses études à Bordeaux, elle fréquente, selon le journal Sud Ouest, des milieux d'extrême droite.

### Carrière et positionnement idéologique
Selon Adrien Nonjon, la pensée de Daria Douguina s’inscrit dans les grands préceptes du néo-eurasisme. Elle se serait toutefois démarquée de son père en explorant davantage la philosophie antique notamment vers un traditionalisme néoplatonicien. S’opposant aux spécialistes du platonisme tardif, ses écrits s’inspireraient en particulier des ouvrages du philosophe suisse Dominic J. O’Meara, mais également des travaux du philologue français Georges Dumézil. Elle partage avec les idéologues du mouvement eurasien l’idée d’« une confrontation existentielle entre l’Occident et l’Eurasie dans lequel le conflit dans le Donbass serait un génocide commis par les Occidentaux à l’encontre des Eurasiens ».
Chroniqueuse politique du Mouvement international eurasiatique, elle est rédactrice en chef du média United World International (UWI), détenu par Evgueni Prigojine. Elle écrit pour la chaîne pro-Kremlin RT et Tsargrad sous le pseudonyme Daria Platonova.
Partisane d'un ultranationalisme russe et de l'expansion impériale russe, comme son père, elle milite depuis plusieurs années pour pousser les autorités russes à conquérir l'ensemble des territoires slaves.
Daria Douguina est une fervente partisane de l'invasion russe de l'Ukraine. Elle déclare notamment que les preuves d'assassinats de civils ukrainiens par l'armée russe sont des mises en scène. Elle est l'un des auteurs du Livre Z, un recueil de témoignages militaires russes sur les opérations dans le nord de l'Ukraine,.
Pendant ses séjours en France, elle a l'occasion de rencontrer Marion Maréchal.
Début 2022, elle fait l'objet de sanctions occidentales, son soutien public à l'invasion de l'Ukraine étant cité comme contribuant fréquemment à la désinformation en ligne sur l'invasion sur diverses plateformes en ligne. Le 4 juillet 2022, le Royaume-Uni place Daria Douguina sous sanctions,,.

## Mort
Daria Douguina meurt dans la nuit du 20 au 21 août 2022 à 40 kilomètres à l'ouest de Moscou alors qu'elle revient d'un festival littéraire et musical. Elle est au volant de la Toyota Land Cruiser Prado de son père lorsque le véhicule explose et prend feu. Selon les enquêteurs, un engin explosif a été placé dans le véhicule ; il semblerait que son père, Alexandre Douguine, était visé.

### Commentaires
Maria Zakharova, responsable de la diplomatie russe, évoque la possibilité que l'Ukraine soit à l'origine de l'attentat, ce que dément le jour même Mykhaïlo Podoliak, conseiller de la présidence ukrainienne. D'autres hypothèses portent sur des responsabilités internes à la Russie,.
Vladimir Poutine qualifie l'attentat de « crime ignoble », le 22 août 2022. Il décerne à Daria Douguina l'ordre du Courage à titre posthume,,.
Le lendemain de l'attentat, Ilia Ponomarev, un opposant de gauche russe exilé en Ukraine, déclare que celui-ci a été perpétré par l'Armée nationale républicaine, un groupe russe de résistance au poutinisme dont l'existence n'a jusque-là jamais été rendue publique,. Il ajoute que Daria Douguina était une cible légitime en tant que soutien fidèle à son père et à ses idées.
Le 23 août 2022, le chef de la diplomatie russe Sergueï Lavrov appelle à n'avoir « aucune pitié » pour ses meurtriers.

### Enquête
Le 22 août, le FSB accuse une citoyenne ukrainienne, Natalia Pavlovna Vovk, d'avoir commis l'attentat. Toujours selon le FSB, Natalia et sa fille de douze ans seraient arrivées en Russie le 23 juillet en Mini Cooper et auraient loué un appartement dans le même immeuble que celui où vivait Douguina afin de recueillir des informations à son sujet. Elles auraient assisté au festival Tradition où étaient présents Douguina et son père, le 20 août, avant de s'enfuir en Estonie.
Pour le journal britannique The Guardian, la version des services russes contient plusieurs éléments déroutants et « manque de crédibilité ». Selon Nicolas Tenzer, il est « totalement impossible » que l'Ukraine ait commis l'attentat.
Le 5 octobre 2022, le New York Times déclare que des agences de renseignement américaines ont conclu que des composantes du gouvernement ukrainien ont autorisé l'attentat. Selon le journal, qui cite des responsables américains sous couvert d'anonymat, ceux-ci n'étaient pas au courant de l'opération à l'avance, et s'y seraient opposés s'ils avaient été consultés. Des officiels américains ont sermonné leurs homologues ukrainiens à la suite de l'assassinat. Les sources du journal ne lui ont cependant pas dévoilé « quelles composantes du gouvernement ukrainien étaient présumées avoir autorisé la mission, qui a mené l'attentat, ni si le président Volodymyr Zelensky avait approuvé la mission. […] Les responsables américains n'ont pas dit qui, au sein du gouvernement américain, a donné les avertissements ou à qui, au sein du gouvernement ukrainien, ils ont été donnés. On ne sait pas quelle a été la réponse de l'Ukraine. » Certains des responsables pensent que la cible réelle de l'attentat était Alexandre Douguine. Mykhaïlo Podoliak, conseiller du président ukrainien, réitère les démentis du gouvernement quant à son implication dans le meurtre de Douguina, déclarant : « Quelqu'un comme Douguina n'est pas une cible tactique ou stratégique pour l'Ukraine,,,,. »
En octobre 2023, dans une longue enquête portant sur les pratiques utilisées par les services secrets ukrainiens, entraînés par la CIA, contre la Russie, le Washington Post affirme également que Kiev est bien à l'origine de l'attentat dans lequel a péri Daria Douguina.

### Conséquences politiques
D'après France 24, un durcissement du régime russe est envisageable en réaction à la situation.
En France, à la suite de sa mort, Douguina devient une icône de l'extrême droite pro-russe, celle-ci accusant l'Ukraine d'être derrière son assassinat,,. Un rassemblement d'hommage à Douguina a lieu à Nice à l'appel de l'association France Russie Convergence,.

## Publications
- Pour une vie radicale, Nantes, Éditions Ars Magna, coll. « Les Ultras », 2024

## Décoration
- Ordre du Courage (2022, à titre posthume,  Russie)[44]